# スケッチブック

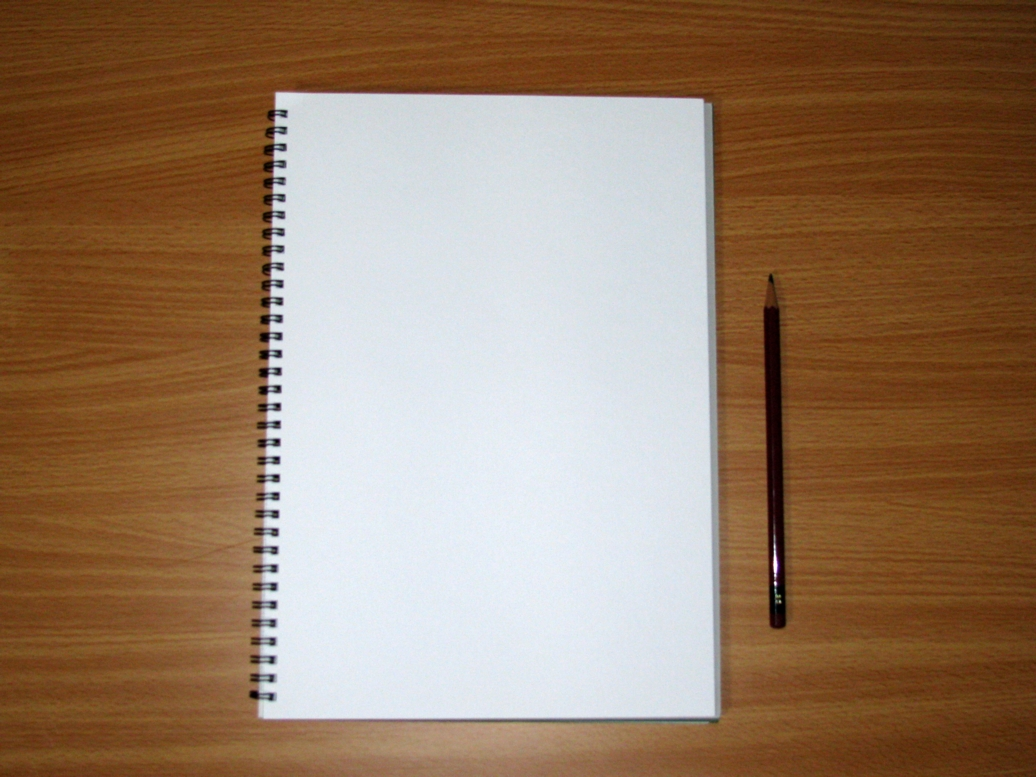
A4のスケッチブック

スケッチブック（英: sketchbook）は、スケッチするための用紙を本のように束ねたもの。
描画などの製作過程においてしばしば用いられる。渦巻状の金具でまとめる綴じ方は、完全に折り返して絵を描くのに他のページが邪魔にならないためである。また、金具で留められたものばかりではなく、1枚ずつ紙が剥がせるようにしたスケッチブックも存在する。
スケッチブックにおいての作品の仕上げ方は、非常に簡単なデッサンにたくさんの覚え書きを書き込んだものから、絵にかなり手が加えられているものまで、画家により様々である。画家の画法の変化や技能の成長といった過程を、時間の経過とともに観察することができる。

## 種類
A4サイズを中心として、大小さまざまなサイズがある。紙種も厚めでざらざらした画用紙（画学紙）・水彩紙（水彩絵の具で描く）や薄くて比較的すべすべしたクロッキー用紙など、鉛筆画や水彩画といった用途に応じて様々なものが用いられる。紙の色は純白からクリーム色が一般的であるが、パステル用では着色紙もよく使われる。

## 描画以外の使用法
放送業界では、カンペ（カンニングペーパー）として使用されることもある。
テレビのニュースでは、突発的な事件事故が起きた際の速報中継にて、スケッチブックに現場周辺の地図などの説明を手書きして視聴者に説明することもある（テロップ処理やフリップの作成を待てないため）。